# (8485) Satoru
(8485) Satoru (1989 FL) – planetoida z pasa głównego asteroid okrążająca Słońce w ciągu 4,58 lat w średniej odległości 2,75 au. Odkryta 29 marca 1989roku.